# 吴望一
吴望一（1933年—2013年），男，汉族，浙江镇海人，中国流体力学家、生物力学家，曾任北京大学教授、博士生导师。